# Часник польовий
Часник польовий, цибуля овочева, цибуля дика, цибуля жаб'яча  (Allium oleraceum) — трав'яниста рослина родини цибулеві (Alliaceae). Етимологія: лат. oleraceum — «кухонна рослина».

## Опис
Ця багаторічна рослина від 20 до 80 см у висоту. Утворює одну або більше яйцеподібних цибулин, довжиною від близько 1,2 до 2 см і діаметром від 1 до 1,5 сантиметра. Зовнішня оболонка від коричневого до сірого, внутрішні луски цибулини від білого до світло-коричневого кольору. Стебла жорсткі, листки 5 міліметрів в ширину, з розквітом квітів вони зазвичай сохнуть. Має округлі білуваті квіти, з відтінком зеленого, коричневого чи рожевого, на довгих черешках від 2 до 4 см, з кількома або багатьма цибулинками біля основи суцвіття. Квітки дзвонові, до 7 мм довжиною. Період цвітіння з червня по серпень.

## Поширення
Природній ареал включає майже всю Європу (за винятком Ісландії, Португалії, Албанії, Греції та Мальти) і Південний Кавказ. Інтродукований в Ісландію, Австралію, Канаду, США. Мешкає у скелястій місцевості, населяє бур'яни вздовж узбіч. Ця рослина віддає перевагу частковому або повному впливу сонячного світла, має тенденцію до зростання в злегка вологих ґрунтах.

## Галерея

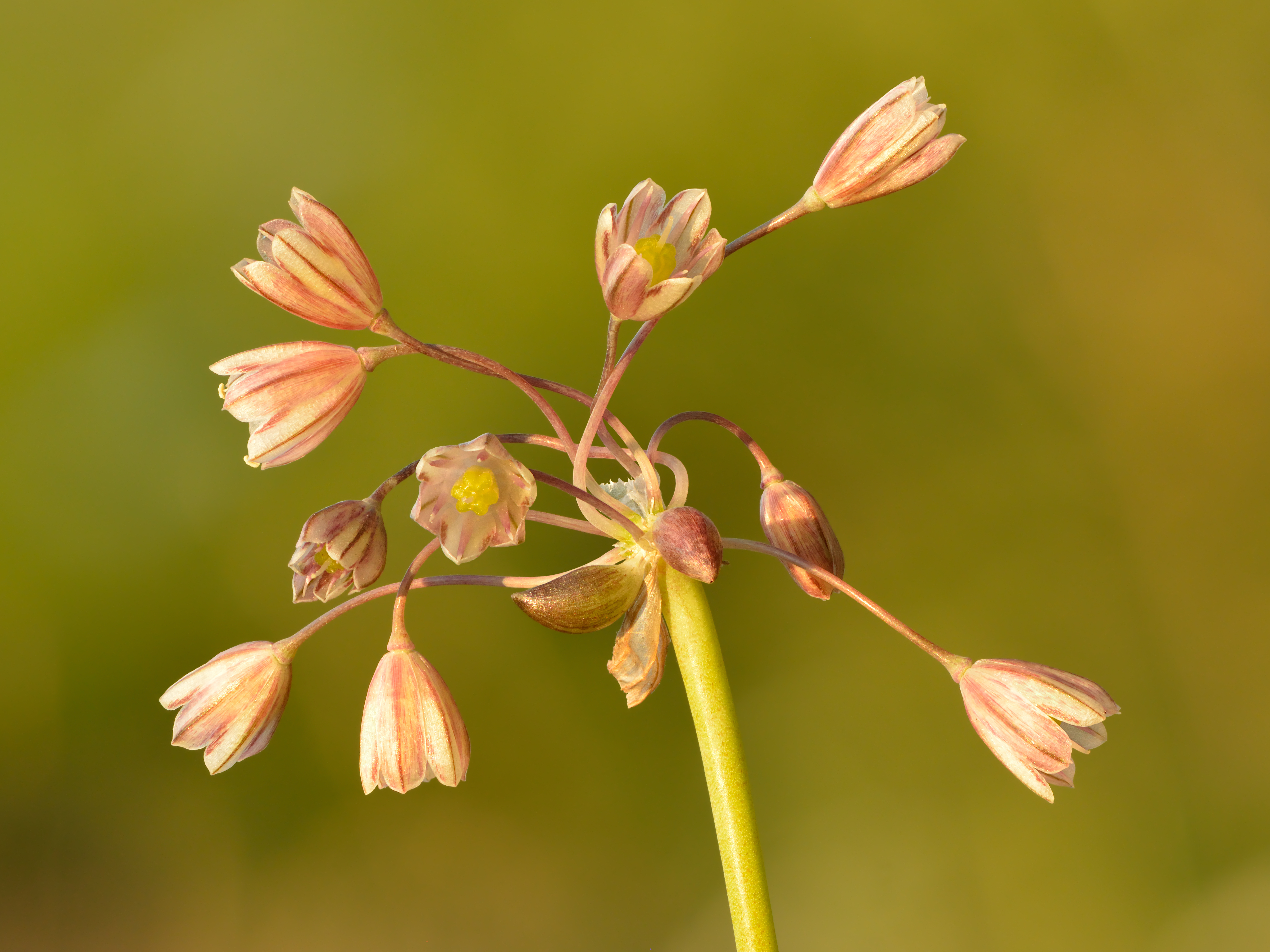
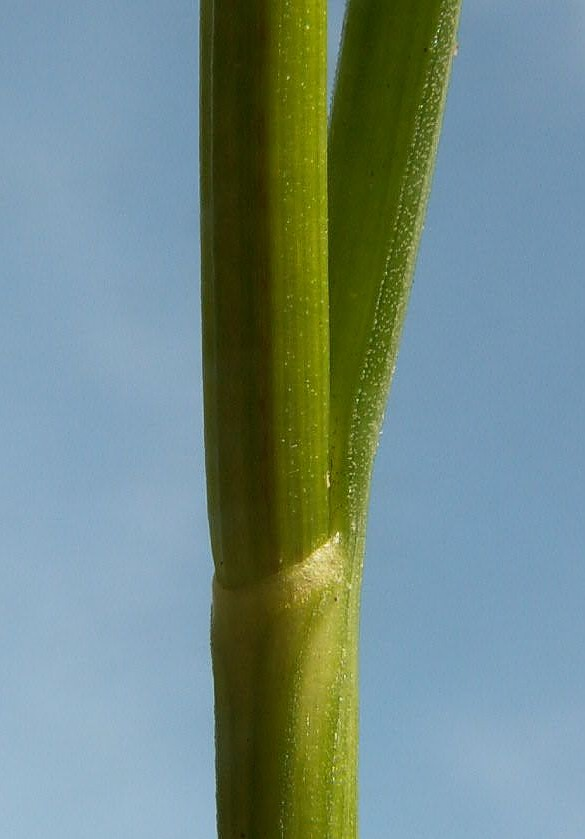
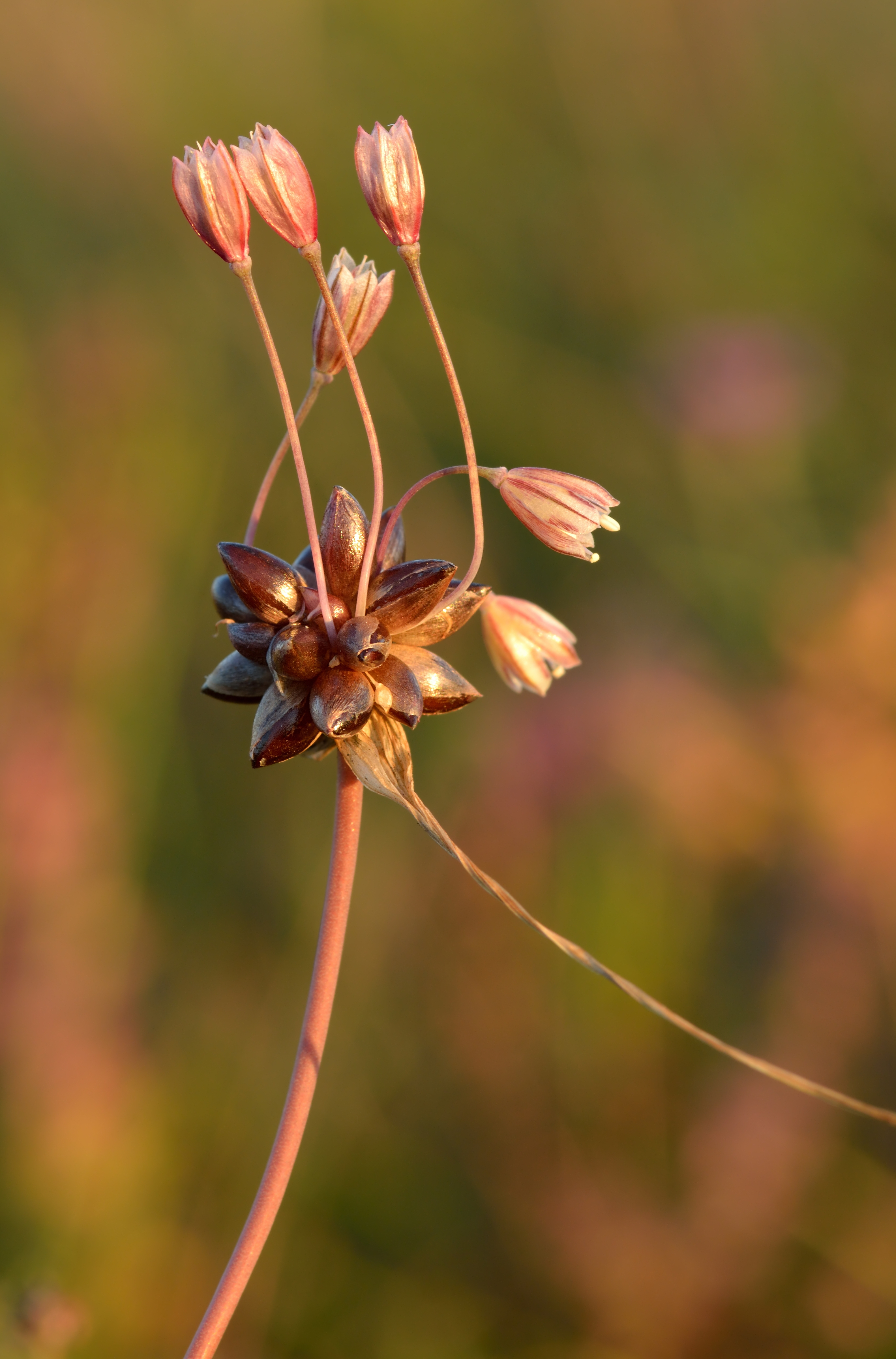
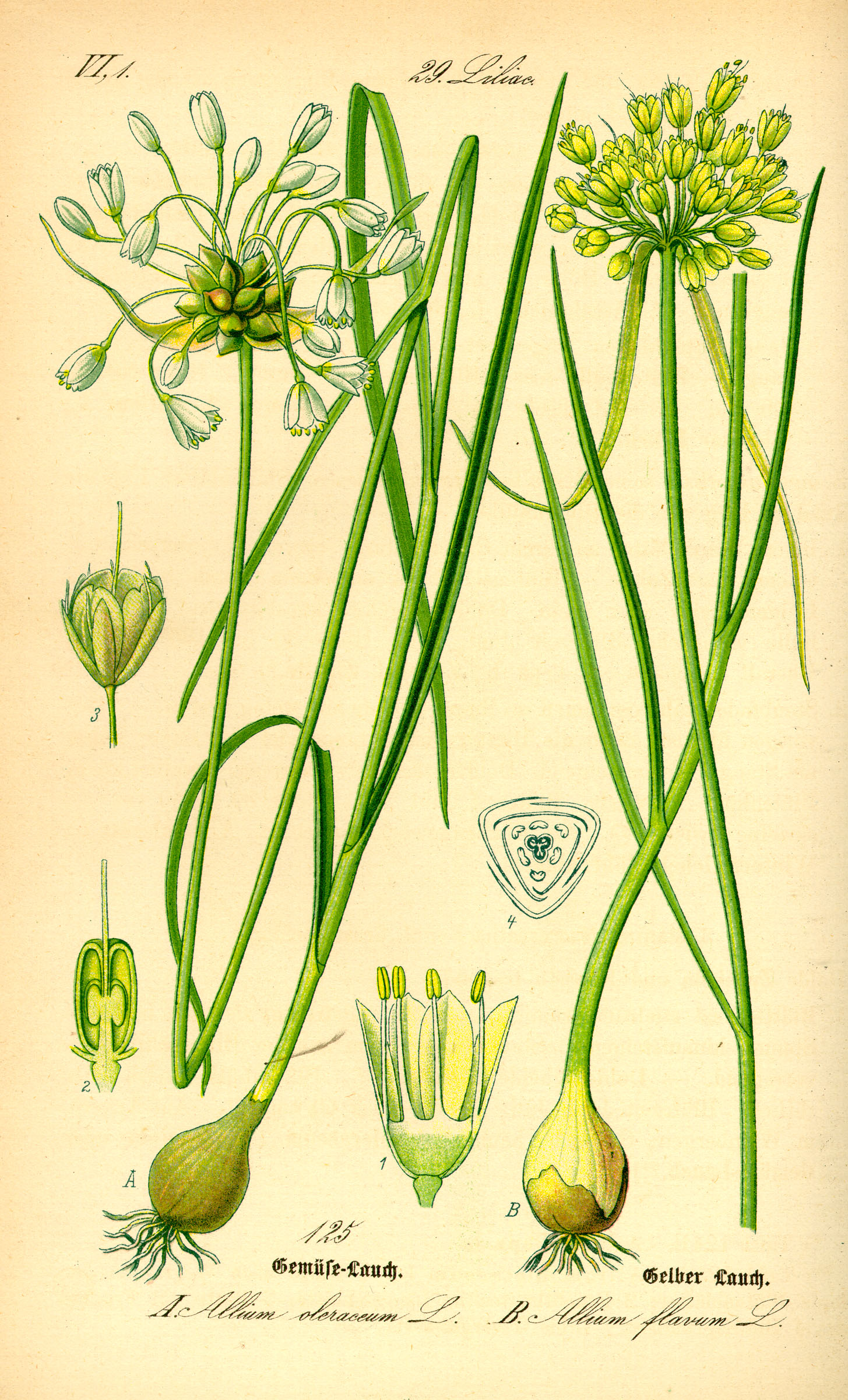